# Extra-embryonaal mesoderm
Het extra-embryonaal mesoderm is een dik weefsel dat wordt gevormd doordat cellen van de hypoblast langs de buitenranden van de primaire dooierzak migreren.
De epiblast migreert bij menselijke embryo's naar beneden weg van de trofoblast en vormt tussen de twee lagen de vruchtzakholte, waarvan de bekleding wordt gevormd door amnioblasten die zijn ontstaan uit de epiblast. De hypoblast wordt naar beneden gedrukt en vormt de binnenlaag van de primaire dooierzak (chorionholte of exocoelomische holte). Sommige hypoblastcellen migreren langs het cytotrofoblastisch membraan (exocoelomisch membraan) van het blastocoel en scheiden onderweg een extracellulaire matrix af. Deze hypoblastcellen en extracellulaire matrix worden het membraan van Heuser (of het exocoelomische membraan) genoemd. Het membraan van Heuser bestaat maar kort.
Op dag 11 tot 12 vanaf de bevruchting vormen de trofoblastcellen een sponsachtige laag van losjes gerangschikte cellen die tussen het membraan van Heuser en zowel de syncytiotrofoblast als de cytotrofoblast gaat zitten, het extra-embryonaal reticulum.
Cellen van de hypoblast migreren langs de buitenranden van het extra-embryonaal mesoderm en vormen de mesoderma laminae lateralis; dit breekt het extra-embryonale reticulum geleidelijk af en vervangt het. Doordat de cytotrofoblast en de syncytiotrofoblast veel harder groeien dan de kiemschijf, gaat het extra-embryonale mesoderm scheuren en ontstaan er holtes, die zich vanaf dag 12 verenigen tot de chorionholte. De trofoblast wordt nu chorion genoemd. Met de vorming van de chorionholte (exocoelomische holte) splitst het extra-embryonaal mesoderm zich in de twee lagen, het buitenste extra-embryonaal pariëtaal (somatisch) mesoderm en het binnenste extra-embryonaal visceraal (splanchnisch) mesoderm. Het buitenste extra-embryonaal somatisch mesoderm bekleedt de binnenkant van de cytotrofoblast en bedekt de buitenkant van het amnion. Het buitenste extra-embryonaal somatisch mesoderm vormt ook de hechtsteel die het primordium is van de navelstreng. Het binnenste extra-embryonaal visceraal mesoderm bedekt de dooierzak. Visceraal betekent dat de betreffende structuur gehecht is aan, of geassocieerd met de ingewanden en pariëtaal dat het gehecht is aan, of geassocieerd met de lichaamswand van borst of buik.
De kiemschijf blijft alleen via de hechtsteel van extra-embryonale mesodermale oorsprong verbonden met het chorion. Het extra-embryonale mesoderm draagt ook bij aan de vorming van lymfe, endotheel en bloed.

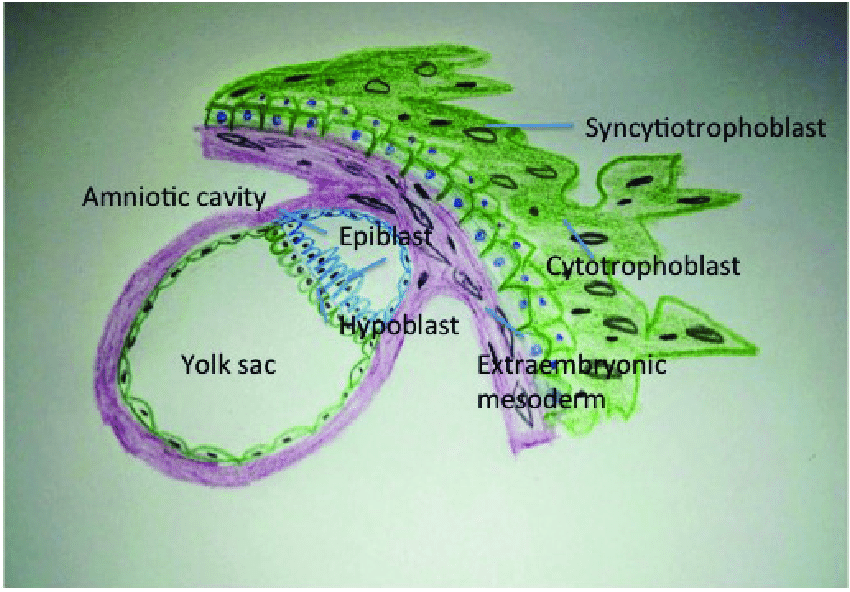
Menselijk embryo op dag 14 na de bevruchting met twee kiembladen. yolk sac=dooierzak
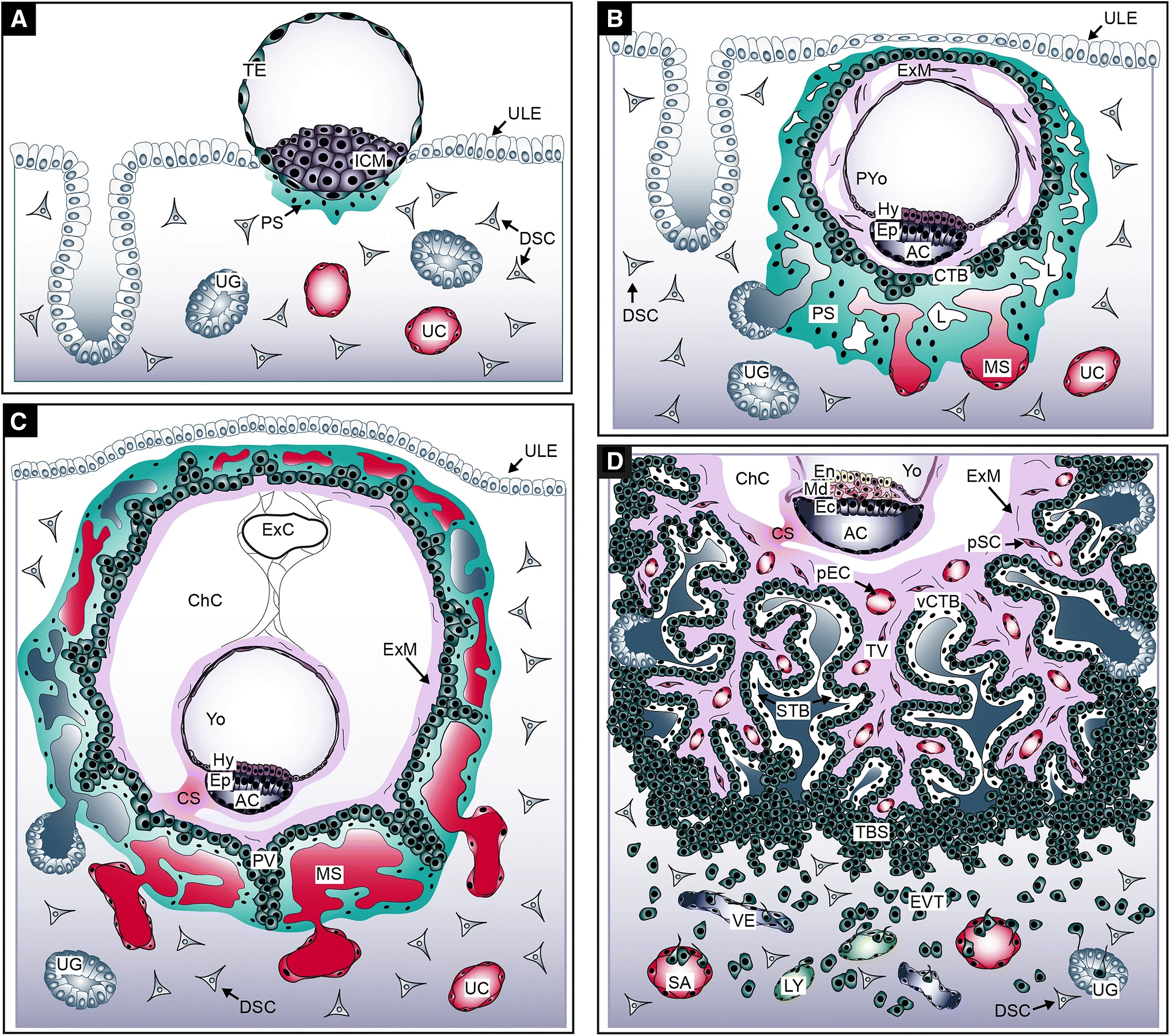
Ontwikkeling van de menselijke placenta tijdens de eerste 3 weken van de zwangerschap. ExM = extra-embryonaal mesoderm. AC = amnionholte. Yo = dooierzak. ChC = chorionholte.
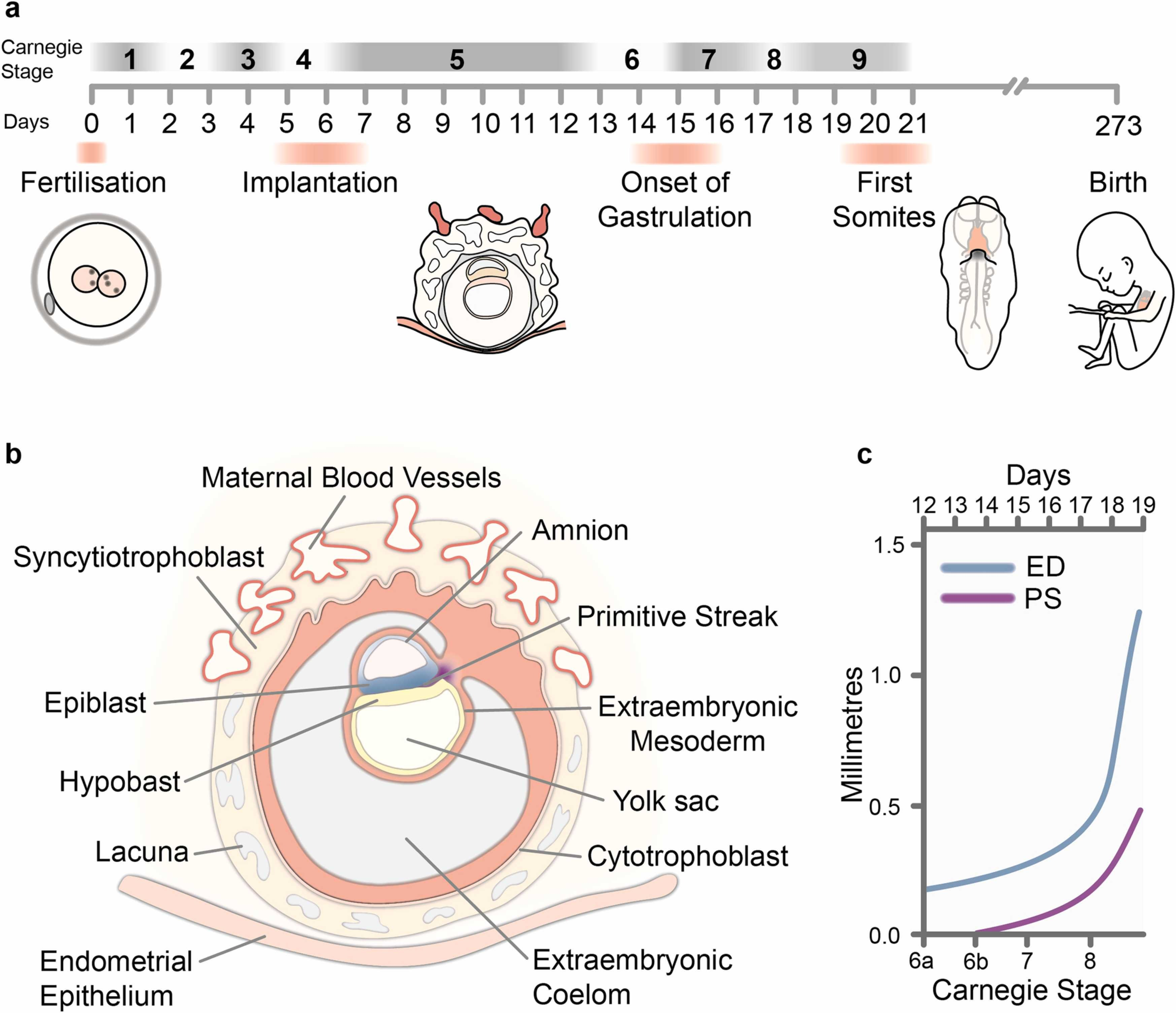
Stadia bij de gastrulatie
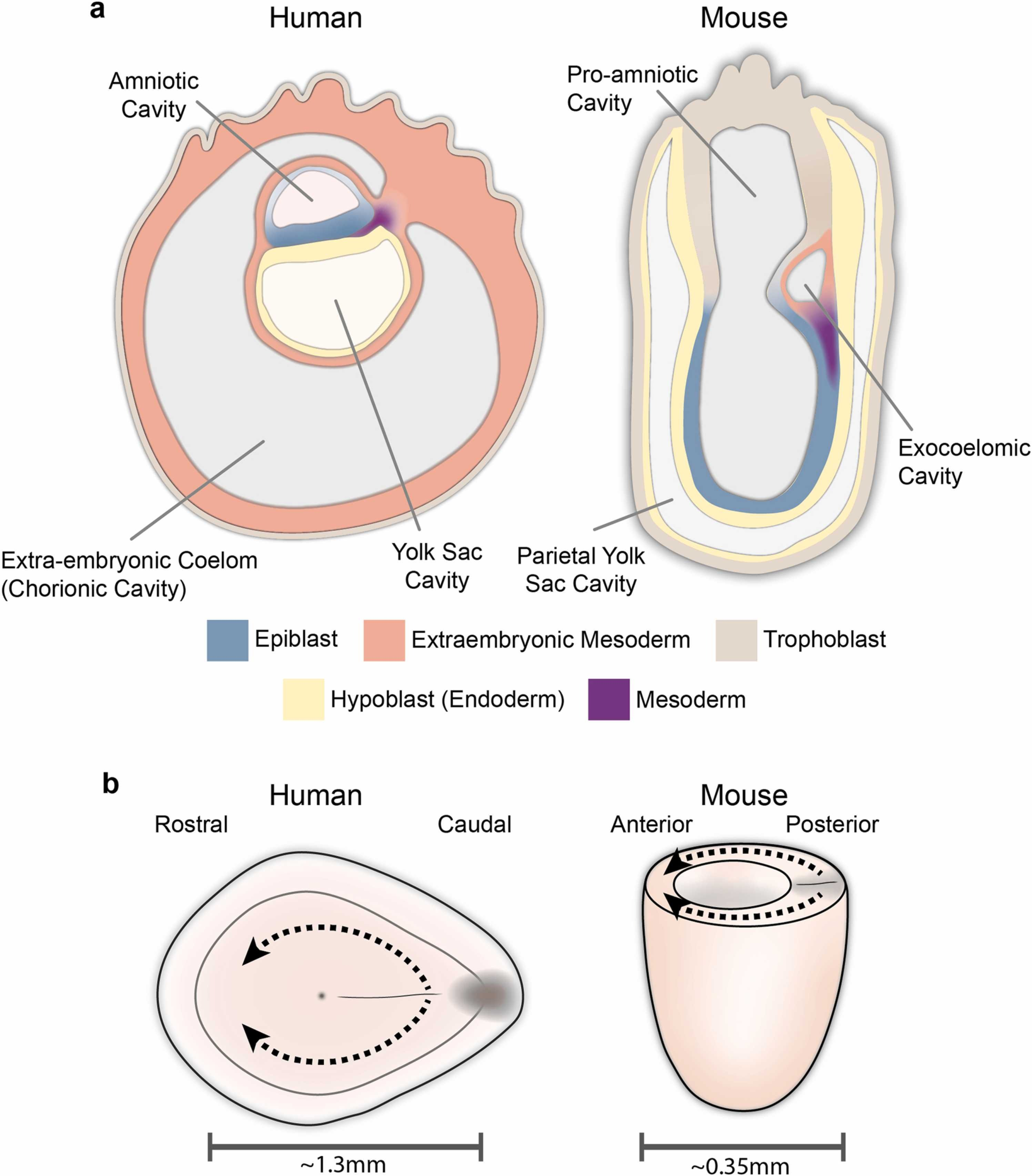
Morfologische verschillen tussen mens en muis
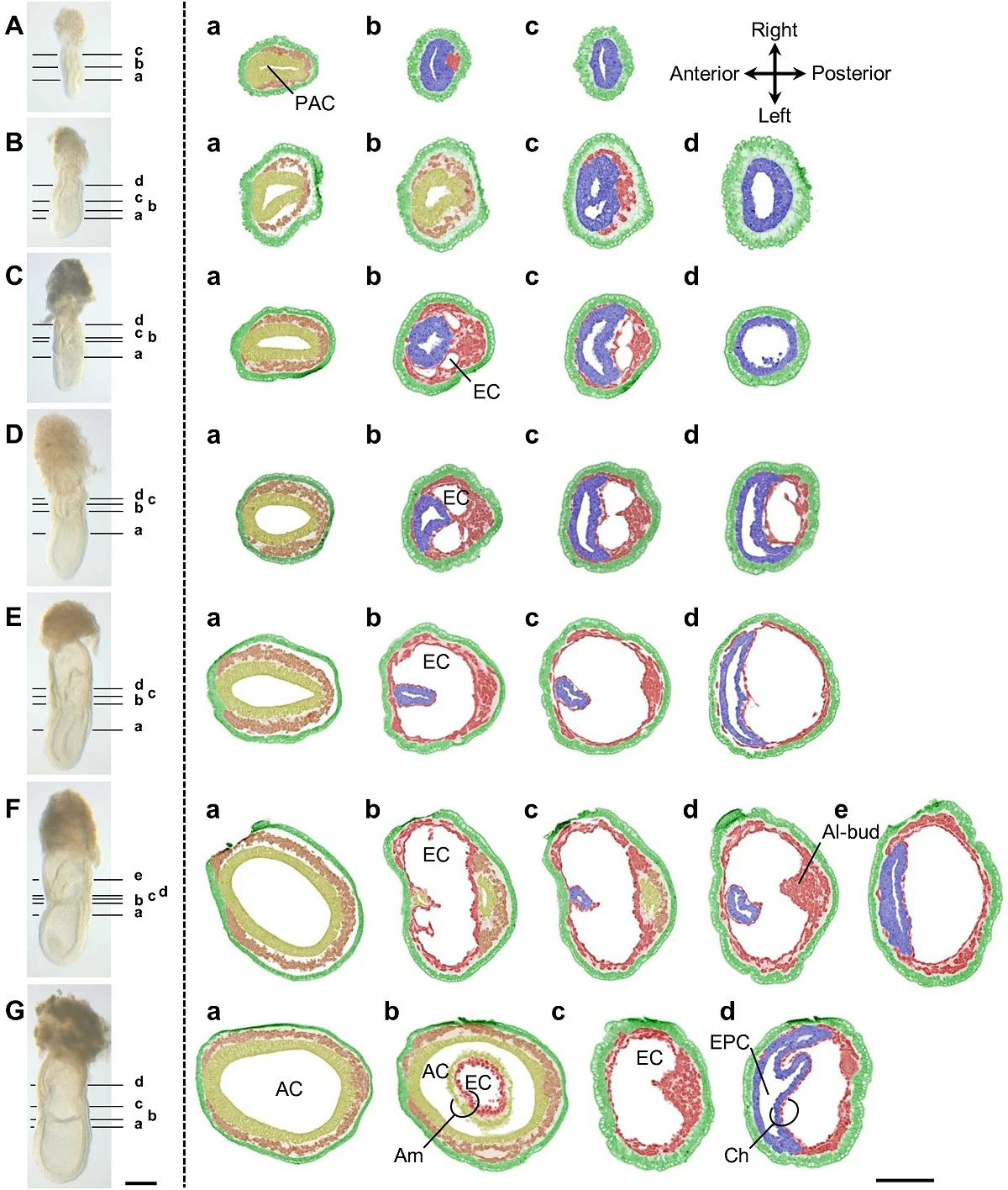
Muisembryo's. (A) Vroeg primitieve streepstadium: extra-embryonaal mesoderm heeft zich tussen het extra-embryonale ectoderm en het viscerale endoderm aan de achterkant van het embryo genesteld. (B) Midden primitieve streepstadium: er zijn extracellulaire ruimten aanwezig in het extra-embryonale mesoderm. (C) Laat primitieve streepstadium/geen knopstadium: lacunes in het extra-embryonale mesoderm smelten samen om de exocoelomische holte (EC) te vormen.
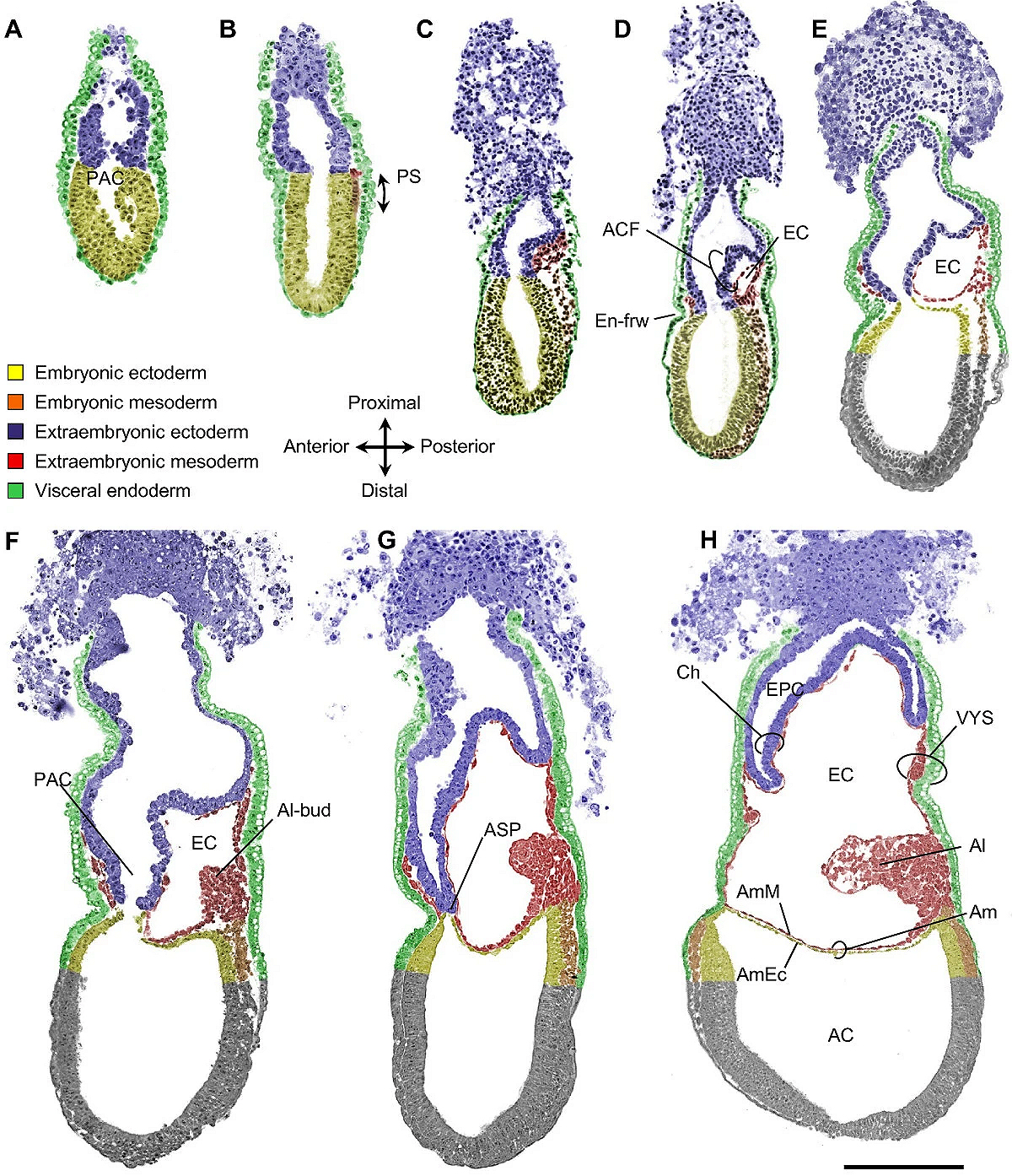
Muisembryo. (B) Vroeg primitieve streepstadium: extra-embryonaal en embryonaal mesoderm ontstaat bij de primitieve streep (PS). (C) Midden primitieve streepstadium: extracellulaire ruimten hopen zich op in het extra-embryonale mesoderm. (D) Laat primitieve streep/geen knopstadium: de amniochorionische plooi (ACF) steekt uit in de proamniotische holte (PAC) en samensmelting van ruimten in het extra-embryonale mesoderm genereert de exocoelomische holte (EC).